# Kanada i olympiska vinterspelen 2018
Kanada deltog i de olympiska vinterspelen 2018 i Pyeongchang, Sydkorea, med en trupp på 222 idrottare (119 män och 103 kvinnor) fördelade på 14 sporter.
Vid invigningsceremonin bars Kanadas flagga av konståkarna Tessa Virtue och Scott Moir.

## Medaljörer
| Medalj | Namn | Sport                         | Gren                   | Datum            |
| ------ | --- | ----------------------------- | ---------------------- | ---------------- |
| Guld   | Justin Kripps Alexander Kopacz | Bob                           | Herrarnas tvåmanna     | 19 februari 2018 |
| Guld   | Kaitlyn Lawes John Morris | Curling                       | Mixed dubbel           | 13 februari 2018 |
| Guld   | Cassie Sharpe | Freestyle                     | Damernas halfpipe      | 20 februari 2018 |
| Guld   | Kelsey Serwa | Freestyle                     | Damernas skicross      | 23 februari 2018 |
| Guld   | Mikaël Kingsbury | Freestyle                     | Herrarnas puckelpist   | 12 februari 2018 |
| Guld   | Brady Leman | Freestyle                     | Herrarnas skicross     | 21 februari 2018 |
| Guld   | Ted-Jan Bloemen | Hastighetsåkning på skridskor | Herrarnas 10 000 meter | 15 februari 2018 |
| Guld   | Tessa Virtue Scott Moir | Konståkning                   | Isdans                 | 20 februari 2018 |
| Guld   | Patrick Chan Kaetlyn Osmond Gabrielle Daleman Meagan Duhamel Eric Radford Tessa Virtue Scott Moir | Konståkning                   | Lagtävling             | 12 februari 2018 |
| Guld   | Samuel Girard | Short track                   | Herrarnas 1 000 meter  | 17 februari 2018 |
| Guld   | Sebastien Toutant | Snowboard                     | Herrarnas big air      | 24 februari 2018 |
| Silver | Brittany Phelan | Freestyle                     | Damernas skicross      | 23 februari 2018 |
| Silver | Ted-Jan Bloemen | Hastighetsåkning på skridskor | Herrarnas 5 000 meter  | 11 februari 2018 |
| Silver | Kanadas damlandslag i ishockey Shannon Szabados Meghan Agosta Jocelyne Larocque Brigette Lacquette Lauriane Rougeau Rebecca Johnston Laura Stacey Laura Fortino Jenn Wakefield Jillian Saulnier Meaghan Mikkelson Renata Fast Mélodie Daoust Bailey Bram Brianne Jenner Sarah Nurse Haley Irwin Natalie Spooner Emily Clark Marie-Philip Poulin Geneviève Lacasse Ann-Renée Desbiens Blayre Turnbull | Ishockey                      | Damernas turnering     | 22 februari 2018 |
| Silver | Justine Dufour-Lapointe | Freestyle                     | Damernas puckelpist    | 11 februari 2018 |
| Silver | Alex Gough Sam Edney Tristan Walker Justin Snith | Rodel                         | Lagtävling             | 15 februari 2018 |
| Silver | Kim Boutin | Short track                   | Damernas 1 000 meter   | 22 februari 2018 |
| Silver | Laurie Blouin | Snowboard                     | Damernas slopestyle    | 12 februari 2018 |
| Silver | Max Parrot | Snowboard                     | Herrarnas slopestyle   | 11 februari 2018 |
| Brons  | Kaillie Humphries Phylicia George | Bob                           | Damernas tvåmanna      | 21 februari 2018 |
| Brons  | Alex Beaulieu-Marchand | Freestyle                     | Herrarnas slopestyle   | 18 februari 2018 |
| Brons  | Kanadas herrlandslag i ishockey Karl Stollery Chris Lee Chay Genoway Gilbert Brulé Wojtek Wolski Derek Roy Chris Kelly Rob Klinkhammer Brandon Kozun Quinton Howden Rene Bourque Marc-André Gragnani Andrew Ebbett Mason Raymond Eric O'Dell Stefan Elliott Cody Goloubef Ben Scrivens Kevin Poulin Justin Peters Mat Robinson Maxim Lapierre Maxim Noreau Linden Vey Christian Thomas               | Ishockey                      | Herrarnas turnering    | 24 februari 2018 |
| Brons  | Kaetlyn Osmond | Konståkning                   | Damernas singelåkning  | 23 februari 2018 |
| Brons  | Meagan Duhamel Eric Radford | Konståkning                   | Paråkning              | 15 februari 2018 |
| Brons  | Alex Gough | Rodel                         | Damernas singel        | 13 februari 2018 |
| Brons  | Kim Boutin | Short track                   | Damernas 500 meter     | 13 februari 2018 |
| Brons  | Kim Boutin | Short track                   | Damernas 1 500 meter   | 17 februari 2018 |
| Brons  | Samuel Girard Charles Hamelin Charle Cournoyer Pascal Dion | Short track                   | Herrarnas stafett      | 22 februari 2018 |
| Brons  | Mark McMorris | Snowboard                     | Herrarnas slopestyle   | 11 februari 2018 |